# ادوارد اورت هورتون
ادوارد اورت هورتون (انگلیسی: Edward Everett Horton; ۱۸ مارس ۱۸۸۶ – ۲۹ سپتامبر ۱۹۷۰) هنرپیشه اهل ایالات متحده آمریکا بود. وی بین سال‌های ۱۹۰۶ تا ۱۹۷۰ میلادی فعالیت می‌کرد.

## گزیده فیلمشناسی
- راگلزهای رد گپ (فیلم ۱۹۲۳) (۱۹۲۳)
- ترور (فیلم ۱۹۲۸) (۱۹۲۸)
- هوانورد (فیلم ۱۹۲۹) (۱۹۲۹)
- تعطیلات (فیلم ۱۹۳۰) (۱۹۳۰)
- صفحه نخست (فیلم ۱۹۳۱) (۱۹۳۱)
- زن باهوش (فیلم ۱۹۳۱) (۱۹۳۱)
- دردسر در بهشت (۱۹۳۲)
- آلیس در سرزمین عجایب (فیلم ۱۹۳۳) (۱۹۳۳)
- کلاهدوز دیوانه (۱۹۳۳)
- اسمارتی (فیلم) (۱۹۳۴)
- طلاق خوش (۱۹۳۴)
- کلاه سیلندری (فیلم) (۱۹۳۵)
- هیچ‌کس احمق نیست (فیلم ۱۹۳۶) (۱۹۳۶)
- مرد درون آینه (فیلم ۱۹۳۶) (۱۹۳۶)
- افق گمشده (فیلم ۱۹۳۷) (۱۹۳۷)
- فرشته (فیلم ۱۹۳۷) (۱۹۳۷)
- گریک بزرگ (۱۹۳۷)
- عید (فیلم ۱۹۳۸) (۱۹۳۸)
- سانی (فیلم ۱۹۴۱) (۱۹۴۱)
- آقای جردن وارد می‌شود (۱۹۴۱)
- توفان تابستانی (۱۹۴۴)
- آرسنیک و تور کهنه (۱۹۴۴)
- برزیل (فیلم ۱۹۴۴) (۱۹۴۴)
- سر والتر رالی (۱۹۵۷)
- یه عالمه معجزه (۱۹۶۱)
- دنیای دیوانه، دیوانه، دیوانه، دیوانه (۱۹۶۳)
- سکس و دختر مجرد (فیلم) (۱۹۶۴)
- عاشقتم لوسی (مجموعه تلویزیونی) ()۱۹۵۲
- بتمن (مجموعه تلویزیونی) (۱۹۶۶)